# Tueries de masse aux États-Unis

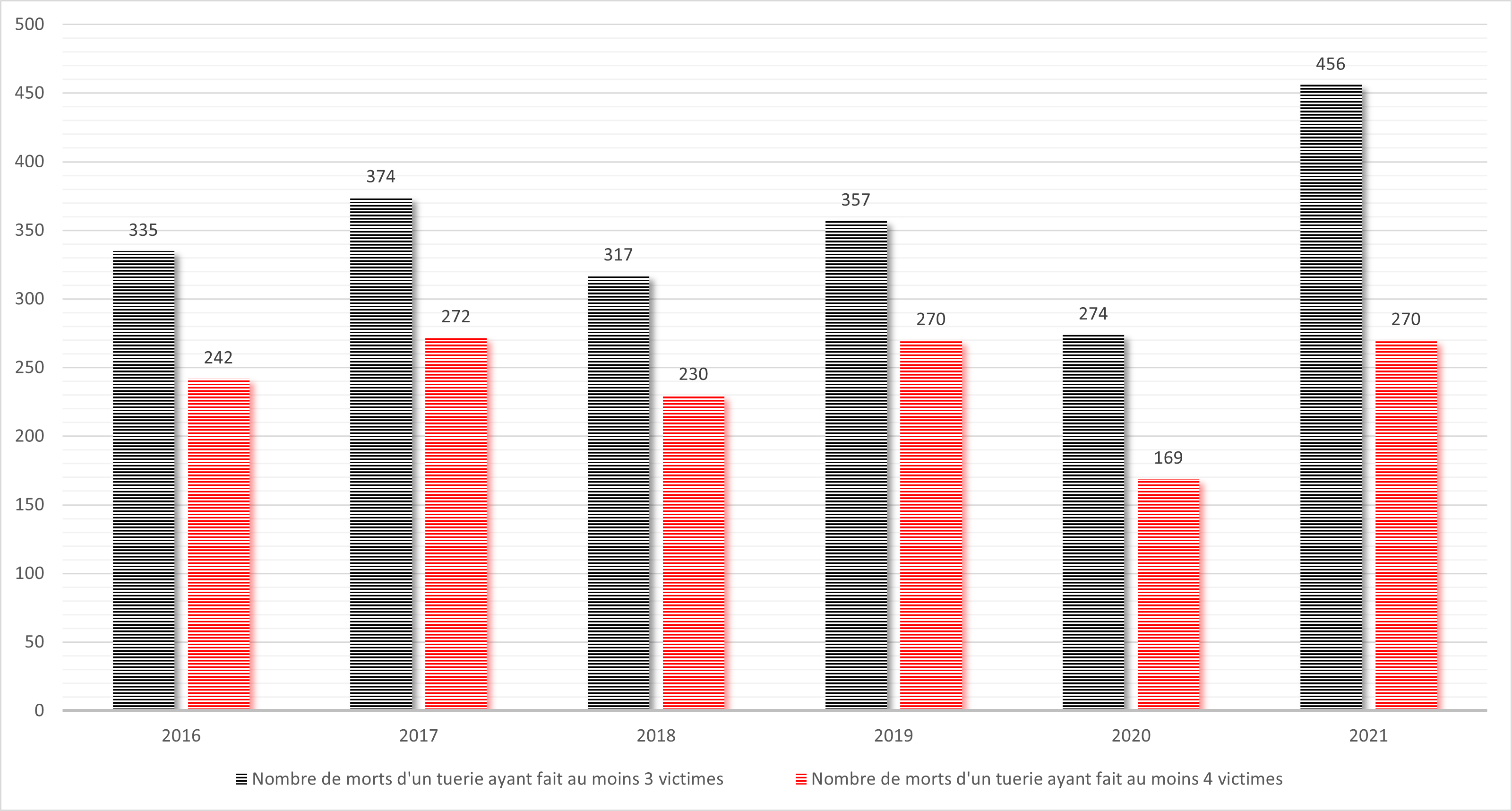
Nombre de morts dans une tuerie aux États-Unis entre 2016 et 2021.

Les États-Unis sont la nation qui compte le plus de fusillades de masse dans le monde,,,. Le terme « fusillade de masse » est généralement utilisé lorsque quatre victimes sont recensées, en excluant le meurtrier.
Avec ce critère, 361 fusillades de masse ont été perpétrées depuis 2006, soit 24 tueries par an. Le meurtrier est généralement tué par la police, ou bien est arrêté par des policiers, des civils, ou se suicide.

## Définition
Il n'existe pas de définition normée d'une tuerie de masse aux États-Unis, mais la plupart des sources s'accordent pour définir une tuerie de masse à partir de trois ou quatre victimes en dehors du tireur.
Le Investigative Assistance for Violent Crimes Act of 2012, intégré dans la loi par le Congrès en janvier 2013, définit un « meurtre de masse » lorsqu'il y a au moins trois victimes, à l'exclusion du meurtrier,.
En 2015, le Congressional Research Service définit une fusillade de masse comme « un homicide multiple avec au moins quatre victimes assassinées par arme à feu, lors d'un événement particulier et dans une localisation précise ».
Une définition plus large, comme celle utilisée par la Gun Violence Archive, est d'au moins 4 personnes touchées par des tirs mortels ou non, à l'exclusion du tireur. Cette dernière définition est la plus souvent utilisée par la presse et les organisations à but non lucratif,,,.

## Statistiques

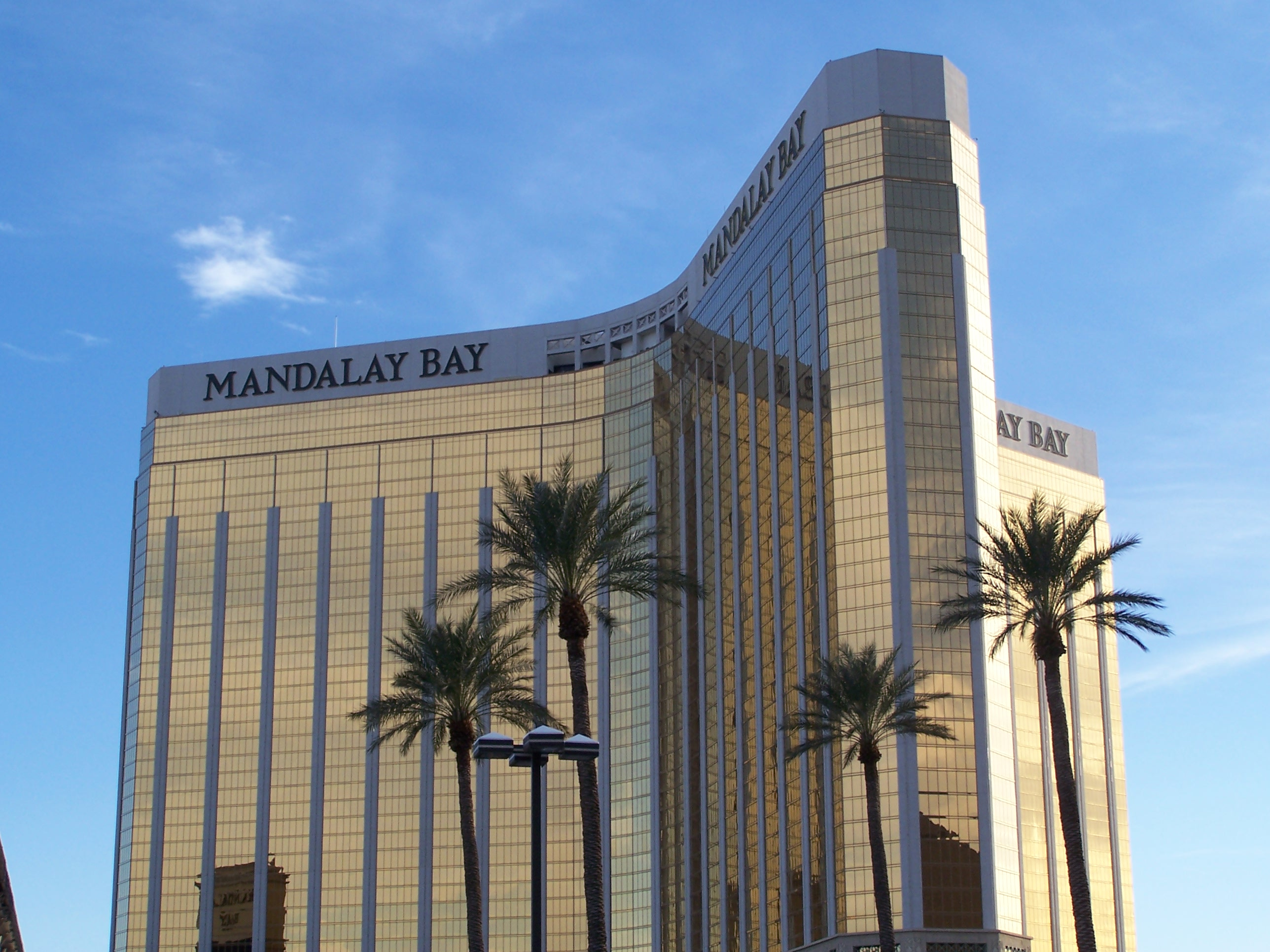
Hôtel Mandalay Bay de Las Vegas, d'où sont partis les tirs ayant causé 59 morts et 546 blessés en 2017.

Des études indiquent que le nombre de personnes exposées aux tueries de masse aux États-Unis a triplé depuis 2011. Entre 2011 et 2014, une fusillade de masse se produisant en moyenne tous les 64 jours, contre une moyenne de 200 jours entre 1982 et 2011.
Au cours des dernières années, le nombre de fusillades de masse a augmenté considérablement, bien qu'il y ait environ 50 % d'homicides par arme à feu en moins dans le pays depuis 1993. La diminution des homicides par arme à feu est attribuée à une amélioration de la politique de sécurité, une meilleure économie et l'amélioration de certains facteurs environnementaux. Cependant, on constate une augmentation du nombre de blessures et de suicide par arme à feu, et de fusillades de masse, dont certaines amènent le suicide du tireur comme la fusillade de Collierville ou la fusillade de Rock Hill survenues en 2021.

### Liste exhaustive
Plusieurs sources permettent d'avoir une liste exhaustive des tueries de masse perpétrées aux États-Unis.
Un rapport exhaustif tenu par USA Today répertorie toutes les victimes des tueries de masse de 2006 à nos jours, dans lesquelles au moins quatre personnes ont été assassinées : le total est de 361 tueries au 25 mai 2022. Ce nombre équivaut à une tuerie de masse environ tous les 15 jours, soit environ 24 tueries par an.
Le magazine Mother Jones, liste toutes les fusillades ayant entraîné la mort d'au moins trois personnes depuis 1982, soit 149 fusillades ayant causé la mort de 1 149 personnes au 6 décembre 2023.
Une analyse par le groupe de prévention de la violence par arme à feu Everytown for Gun Safety, dirigée par le Maire de New-York Michael Bloomberg, a répertorié 240 fusillades de masse entraînant la mort d'au moins quatre personnes, entre 2009 et 2020. Une victime sur quatre est un enfant ou un adolescent. Au moins 53 % de ces fusillades seraient liées à la violence conjugale ou familiale.
En décembre 2015, Le Washington Post compte 355 fusillades de masse aux États-Unis depuis le début de l'année, soit une moyenne d'une fusillade chaque jour. Un rapport antérieur indique qu'il y a eu 299 fusillades de masse tuant ou blessant 1 487 personnes en 2015. 
Shooting Tracker et Mass Shooting Tracker, des sites Web participatifs, sont régulièrement critiqués pour leurs résultats accusés d'être exagérés, notamment par le mélange entre victimes et blessés,.

## Auteurs
Selon James Alan Fox, criminologue à la Northeastern University, qui gère une base de données couvrant toutes les fusillades de masse survenues aux États-Unis depuis 2006, environ 55 % des auteurs de ces incidents étaient de race blanche. En utilisant un autre ensemble de données allant de 1976 à 2019, avec des critères plus inclusifs pour déduire l'origine ethnique, celui-ci constate qu'environ 64 % des tireurs étaient blancs (les données du recensement indiquant qu'environ 67 % des hommes adultes aux États-Unis sont des Blancs non hispaniques).
Selon le Statista Research Department, entre 1982 et mars 2021, 66 des 121 fusillades de masse aux États-Unis ont été menées par des tireurs blancs. À titre de comparaison, l'auteur était afro-américain dans 21 fusillades de masse et latino dans 10. En pourcentages, cela équivaut respectivement à 54 %, 17 % et 8 %. D'une manière générale, la répartition raciale des fusillades de masse reflète celle de la population américaine dans son ensemble.
En l'absence de schémas clairs entre le contexte socio-économique ou culturel des tireurs de masse, une attention croissante a été accordée à la santé mentale. Dans plus de la moitié des fusillades de masse depuis 1982, le tireur a montré des signes antérieurs de problèmes de santé mentale.

## Facteurs contributifs
Il y a plusieurs facteurs possibles qui pourraient créer un environnement propice pour les tueries de masse aux États-Unis. Voici les facteurs les plus souvent cités :
1. L'échec du gouvernement américain à vérifier les antécédents et le profil psychologique des personnes possédant une arme à feu, en raison de bases de données incomplètes et/ou d'un manque de moyens humains[30],[31] ;
2. L'augmentation de l'accessibilité des armes à feu et le refus de mesures pour en limiter l'accès[32],[5] ;
3. Le phénomène d'imitation qui inspire les meurtriers ;
4. Un désir non contrôlé de gloire et de notoriété ;
5. La frustration du meurtrier, résultant de l'écart entre ses attentes personnelles et professionnelles et ce qu'il arrive réellement à accomplir, ce qui conduit à des attitudes destructrices ;
6. Il n'est pas avéré que les troubles psychiques soient un facteur déterminant[33],[34],[35]. De nombreux meurtriers de masse aux États-Unis avaient une maladie mentale au moment des faits, mais le nombre de tueries de masse augmente bien plus rapidement (multiplication par 3 entre 2011 et 2014) que le nombre de personnes atteintes de maladies mentales.

## Armes utilisées
Plusieurs types d'armes ont été utilisées dans les tueries de masse aux États-Unis, y compris des fusils semi-automatiques (des fusils de type AR-15 dans de nombreux cas), des armes de poing, des fusils de chasse, ou des fusils à pompe.

## Débats
La National Rifle Association of America (NRA) s'oppose aux réglementations de la possession des armes à feu. Parmi les explications souvent avancées figure le fait qu'il existerait un attachement atavique des Américains à leur héritage pionnier, de chasse et d'utilitarisme rural (pourtant le Canada qui partage cet héritage n'en subit pas les mêmes effets), au mythe d'une révolution et d'une libération des colonies opprimées par la Couronne, grâce aux armes à feu qui seraient alors devenues un symbole de la garanties de liberté et d’américanité du pays [Combeau, 2002]. Une autre explication est qu'en s'appuyant sur ces idées, le lobby des armes à feu freine systématiquement toute velléité de contrôle des armes à feu. Ce lobby est notamment constitué du Safari Club International, de la National Association for Gun Rights, du Gun Owners of America, de la National Shooting Sports Foundation, de l'Ohio Gun Collectors Association... mais surtout la puissante National Rifle Association (NRA). Cette organisation a été créée en 1871 officiellement pour encourager la pratique du tir, mais jouera très tôt un rôle politique important, affirmé au grand jour à partir de 1975 par la création de l'« Institute for Legislative Action » (NRA-ILA), explicitement destiné à influencer le corps électoral et les décideurs, notamment par de l'argent ; il est selon le Center for Responsive Politics le 50e plus gros donateur financier des partis politiques américains depuis 1989). Ce lobby s'appuie sur la seconde partie du second amendement de la Constitution américaine, en omettant de rappeler sa première partie (qui le contextualise en rappelant qu'il vise à permettre l'existence d'une communauté armée désignée comme « milice bien organisée » pour défendre un « État libre » et destinée à protéger un « État libre »). Un documentaire de Michael Moore (Bowling For Columbine, 2002) tente d'expliquer ou contextualiser ce phénomène à partir du cas du massacre du lycée de Columbine (en 1999, où 12 lycéens et un professeur ont été froidement abattus par deux élèves). C'est un pays où il est particulièrement facile d'acheter une arme à feu et de se déplacer avec elle. La disponibilité des armes à feu et des munitions pour les jeunes hommes est élevée et leur dangerosité est banalisée ; ce qui a par exemple permis à l'auteur de la tuerie de Charleston d'utiliser un pistolet acquis comme cadeau d'anniversaire pour ses 21 ans, alors qu'au même moment le gouvernement texan annonçait que chaque étudiant pourrait circuler dans tous les campus de l'État en portant une arme sur lui (à compter du 1er août 2016).
L'étude des différentes politiques contre la violence par armes à feu autour du monde suggère que l'interdiction des armes n'est pas suffisante pour obtenir des « résultats positifs durables ». La lutte contre les armes doit être une approche multidimensionnelle et doit inclure toutes les parties prenantes et s'appuyer également sur une volonté politique continue, la lutte contre les armes illégales, un changement de culture général vis-à-vis des armes. L'exemple de la Suisse, pays très armé mais où les tueries sont rares, montre que la culture autour des armes peut être déterminante.

## Fusillades les plus meurtrières
Le tableau ci-dessous récapitule les seize tueries de masse les plus meurtrières aux États-Unis, depuis le XXe siècle.
| Rang                                     | Fusillade                                   | États            | Année | Nombre de morts                    | Type(s) d'arme(s) utilisée(s)               | Référence(s) |
| ---------------------------------------- | ------------------------------------------- | ---------------- | ----- | ---------------------------------- | ------------------------------------------- | ------------ |
| 1                                        | Fusillade de Las Vegas                      | Nevada           | 2017  | 61 (y compris le meurtrier)        | Fusils semi-automatiques                    | ,            |
| 2                                        | Fusillade du 12 juin 2016 à Orlando †       | Floride          | 2016  | 50 (y compris le meurtrier)        | Fusil semi-automatique                      | [ 45 ]       |
| 3                                        | Fusillade de l'université Virginia Tech †   | Virginie         | 2007  | 33 (y compris le meurtrier)        | Arme de poing                               |              |
| 4                                        | Tuerie de l'école primaire Sandy Hook       | Connecticut      | 2012  | 28 (y compris le meurtrier)        | Fusil semi-automatique et carabine à verrou |              |
| 5                                        | Fusillade de l'église de Sutherland Springs | Texas            | 2017  | 27 (y compris le meurtrier)        | Fusil semi-automatique                      | [ 46 ]       |
| 6                                        | Fusillade du Luby's †                       | Texas            | 1991  | 24 (y compris le meurtrier)        | Armes de poing                              |              |
| 7                                        | Massacre du McDonald's de San Ysidro †      | Californie       | 1984  | 22 (y compris le meurtrier)        | Armes multiples                             |              |
| 7                                        | Fusillade d'El Paso                         | Texas            | 2019  | 22                                 | AK-47                                       | [ 47 ]       |
| 7                                        | Fusillade d'Uvalde                          | Texas            | 2022  | 22 (y compris le meurtrier)        | DDM4 V7                                     | [ 48 ]       |
| 10                                       | Fusillade de l'université du Texas †        | Texas            | 1966  | 18 (y compris le meurtrier)        | Armes multiples                             |              |
| 10                                       | Fusillades d'octobre 2023 à Lewiston        | Maine            | 2023  | 18                                 | Fusil semi-automatique                      |              |
| 12                                       | Fusillade de Parkland                       | Floride          | 2018  | 17                                 | Fusil semi-automatique                      | [ 49 ]       |
| 13                                       | Fusillade de San Bernardino                 | Californie       | 2015  | 16 (y compris les deux meurtriers) | Fusil semi-automatique                      |              |
| 14                                       | Fusillade du bureau de poste d'Edmond       | Oklahoma         | 1986  | 15 (y compris le meurtrier)        | Armes de poing                              |              |
| 14                                       | Fusillade de Columbine                      | Colorado         | 1999  | 15 (y compris les deux meurtriers) | Armes multiples                             | [ 50 ]       |
| 16                                       | Fusillade de Binghamton                     | État de New York | 2009  | 14 (y compris le meurtrier)        | Armes de poing                              |              |
| † : Fusillade la plus meurtrière à date. |                                             |                  |       |                                    |                                             |              |